# Piva piva
Piva piva è un noto stornello natalizio di origine lombarda, conosciuto in tutta Italia.
Dal titolo onomatopeico, non è attribuibile a un autore ben preciso, poiché veniva intonato dai venditori d'olio d'oliva del bresciano che nel periodo di Natale ricorrevano al suono dell'omonima cornamusa (la piva) per attirare clienti.
Slegandosi progressivamente dalle sue finalità mercantili, rimase celebre come motivo popolare di ampia diffusione, e dovette di sicuro ispirare anche il cantante Tony Santagata, il quale lo traspose, riadattandolo, nella sua Lu maritiello, cantandolo "Vino vino"